# John Shaffer

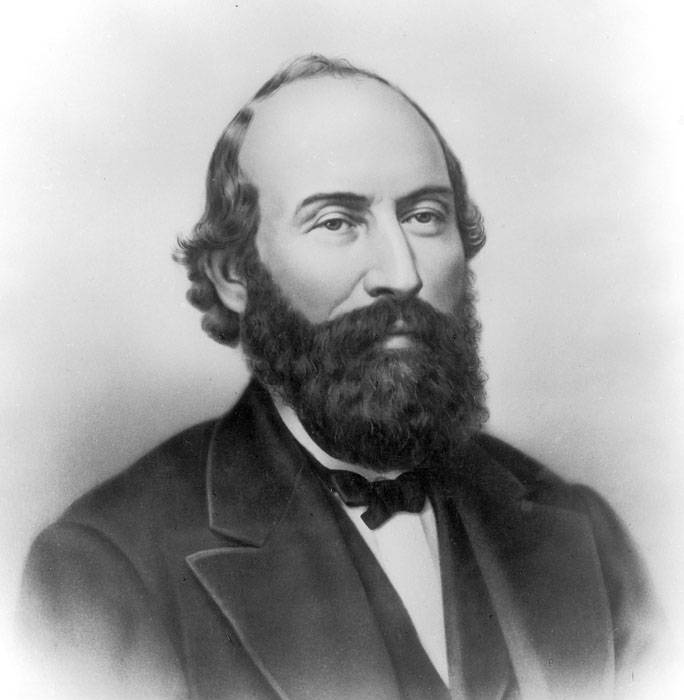
John Shaffer

John Wilson Shaffer (* 5. Juli 1827 in Lewisburg, Pennsylvania; † 31. Oktober 1870 in Salt Lake City, Utah) war ein US-amerikanischer Politiker (Republikanische Partei).
US-Präsident Ulysses S. Grant ernannte ihn im März 1870 zum Gouverneur des Utah-Territoriums. Er bekleidete das Amt bis zu seinem plötzlichen Tod am 31. Oktober 1870. In seiner kurzen Amtszeit schaffte er jedes Gesetz ab, das der Bundesregierung als Rebellion erschien. Dies betraf im Allgemeinen die Mormonen. Sein strenges Vorgehen resultierte in einem Konflikt mit anderen Beamten in Utah.